# 대강면 (남원시)
대강면(帶江面)은 대한민국 전북특별자치도 남원시의 면이다.

## 법정리
- 방동리(芳洞里)
- 방산리(芳山里)
- 송대리(松帶里)
- 신덕리(新德里)
- 옥택리(玉宅里)
- 사석리(沙石里)
- 강석리(江石里)
- 생암리(生巖里)
- 수홍리(水鴻里)
- 월탄리(月灘里)
- 입암리(立巖里)
- 평촌리(坪村里)
- 풍산리(楓山里)

## 교육
- 대강초등학교 (사석리)
- 광덕초등학교 (폐교) - 대강면 가덕광암길 137 (생암리)
- 대강중학교 (방동리)